# エジプトの言語
エジプトの言語（エジプトのげんご）では、アフリカ北東部のエジプトで使用される言語について解説する。エジプト人は方言の連続体を話す。エジプトで最も主要な方言は土語のアラビア語エジプト方言あるいはマスリー（مصرى 「エジプトの」）である。アラビア語文語は公用語であり、最も広く使われる文語である。コプト語はエジプト人コプトによって主に用いられ、コプト教会の典礼言語となっている。

## 公用語
アラビア語文語はエジプトの公用語である。

## 主な口語
カイロ方言を元にしたアラビア語エジプト方言は広く口語として用いられており、しばしばアラビア文字、あるいは新しい通信サービスによってはアラビージーで書かれる。
アラビア語諸方言の中で、おそらくはアラビア語圏へのエジプト映画および音楽産業の影響によって、アラビア語エジプト方言は中東・北アフリカで最もよく理解される方言である。

## 少数言語
南エジプトにおいて、アラビア語サイード方言は多くの人々にとって口語として使われる。
上ナイル峡谷最南部・コム・オンボからアスワン一帯ではおよそ300,000人のヌビア語話者が存在する。ノビイン語が主に使われるが、ケヌズ語も用いられている。
シワ・オアシスおよびその周辺に住むおよそ30,000人のエジプト・ベルベル人はベルベル語の北アフリカ方言であるシワ語を話す。シワのベルベル語は近隣のベルベル語リビア方言と高度に相互理解可能である。ベジャ語は東部の砂漠から南部の紅海沿岸部にかけて、領土問題の存在するハラーイブ・トライアングルを含む地域で話されている。

## 手話
エジプト手話はエジプトで用いられていることが知られている唯一の手話言語である。アレクサンドリアおよびカイロでの使用が知られており、おそらく他地域でも用いられている。地域変種が存在すると言われているものの、記録は存在しない。

## 外国語

### 英語

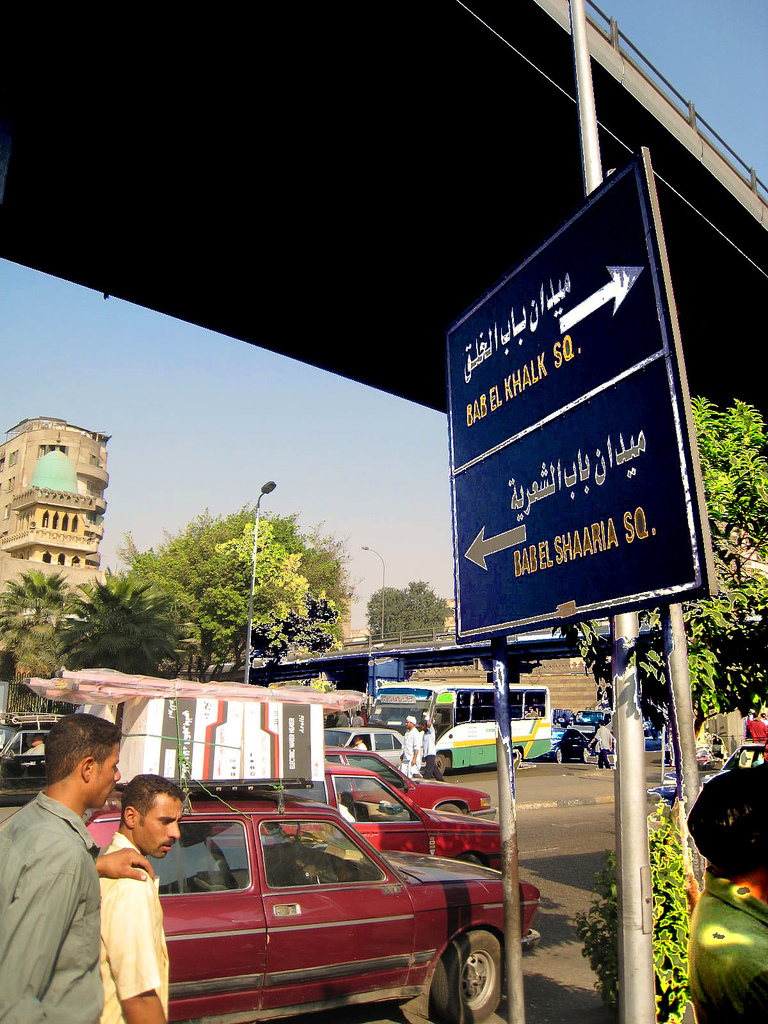
カイロでの二言語併記標識。

エジプトの学生のほとんどは学校で英語を学習する。エジプト・イギリス大学やエジプト未来大学、ナイル大学、エジプト・アメリカ大学などのような英語の大学がエジプト国内に多く存在する。英語は観光で最もよく用いられる言語である。今日、エジプト国内の道路標識の多くはアラビア語と英語が併記されている。それに加え、多くの英語の単語が日常で用いられるようになっている。英語はエジプトで重要な地位を占める。紙幣・貨幣や切手はアラビア語と英語が併用されている。『デイリー・ニュース・エジプト』などの日刊紙や週刊誌を発行する重要な英語出版社が存在する。
イギリス英語とアメリカ英語のどちらを選ぶかは普通決まっていないが、若年層はアメリカ・メディアの影響からかアメリカ英語を好む傾向にある。

### フランス語

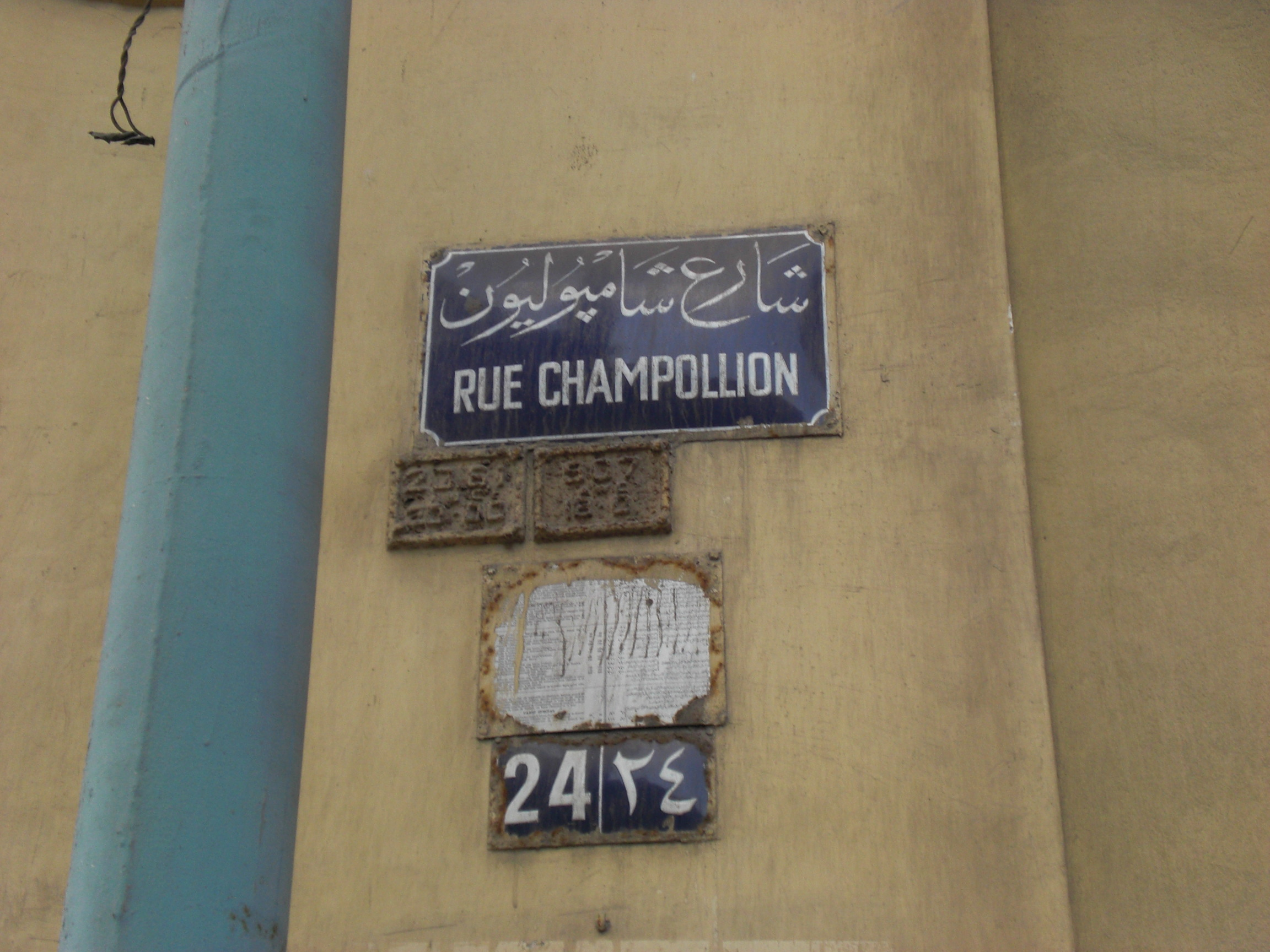
アレクサンドリアのアラビア語・フランス語併記道路標識。

2009年から2010年の間、エジプトでのフランス語学習者の人数はおよそ600万人であり、2013年にはこの数字は800万人にまで増加した。2014年時点で、エジプトにおけるフランス語学習者のほとんどは学校にて外国語として学んでいる
。
エジプトで最初のフランス語学校は1836年に開校された。19世紀の終わりまでにフランス語は主要外国語の地位を確立し、外国人のリングア・フランカとして用いられた。この傾向は特にカイロにおいて顕著であった。
イブラーヒーム・パシャの治世下で、フランス語はメディアで用いられる第一外国語となった。イギリスによる影響下にあった時代、実際にはフランス語が外国人どうしおよび外国人とエジプト人間のコミュニケーション手段として用いられた。フランス＝エジプト民事裁判所ではフランス語が用いられ、スルターンの勅示、タクシー乗り場、鉄道の時刻表、およびその他の法的文書はフランス語で記述された。また、メディアでのフランス語使用はこの時代に頂点を迎えた。これはエジプト人の一部がフランス語で教育を受けたこととフランスからの文化的な影響による。イギリスの法曹関係者の働きかけにもかかわらず、イギリス影響下のエジプトでは、英語が民事裁判で用いられることはなかった。
社会的および政治的な理由から、エジプトでのフランス語の地位は1920年代から衰退し始めた。『アルアフラム』紙および『ル・プログレ・ザジプシャン』紙という2つのフランス語新聞が今日まで続いている。

### イタリア語
イタリア語はムハンマド・アリーの治世下で第一外国語とされた。『進歩』（伊: Il progresso）として知られるイタリア語新聞がアレクサンドリアで1858年から1859年に創刊された。

### 他の外国語

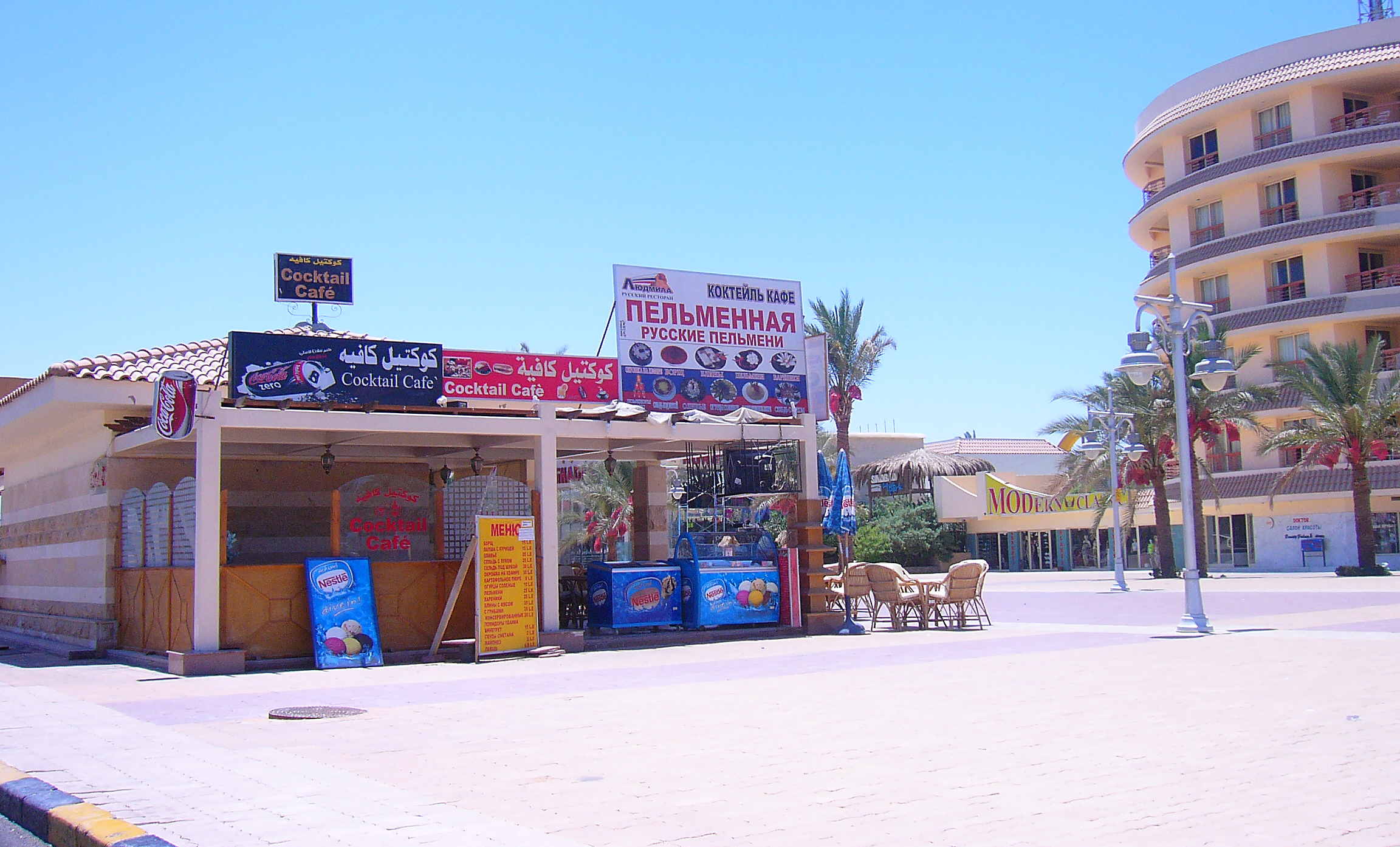
ロシア語（右側）が書かれた市場の標識、フルガダ。

ドイツ語およびロシア語が観光で用いられている。

## 歴史的な言語
エジプト語（コプト＝エジプト語としても知られる）は古代エジプト語およびコプト語を含み、アフロ・アジア語族の1語派を形成している。エジプト語は最初期に記述された言語であり、記念碑やパピルス紙に残されたヒエログリフの文章が知られている。エジプト語唯一の生き残りであるコプト語は今日コプト正教会の典礼言語となっている。
ギリシア語の「コイネー」はヘレニズム期アレクサンドリアで重要な地位を占めており、当時の文化において哲学および科学で用いられ、後世のアラブ人学者によって学ばれた。